# Wang Anzhi
Wang Anzhi (王安治S, Wáng ĀnzhìP; Kunming, 3 febbraio 1977) è un ex calciatore cinese, di ruolo difensore.